# Age of Empires Online
Age of Empires Online (spesso abbreviato in AoEo) è stato un videogioco strategico in tempo reale di ambientazione storica sviluppato dalla Robot Entertainment di Bruce Shelley per Microsoft. Era un capitolo spin-off della serie Age of Empires completamente online.
Il videogioco fu distribuito nei negozi dal 16 agosto 2011. Al lancio, ogni giocatore aveva diritto a tre civiltà antiche, i greci, gli egizi e, ultima aggiunta, i celti, e 40 ore di gioco gratis. Inoltre, è stato possibile acquistare contenuti aggiuntivi che pubblicati nel corso dell'anno.
I server di gioco sono stati chiusi il 1º luglio 2014, e da tale data il gioco non è più accessibile.

## Modalità di gioco
Come in Age of Empires 3, anche in Age of Empires Online il destino della civiltà è nelle mani della capitale dove si potrà rendere l'economia più solida, migliorare le tecnologie a disposizione e completare missioni (dette quest). Per espandere l'impero bisogna esplorare e colonizzare altre parti della mappa, e si potrà scegliere tra vari edifici e truppe. All'inizio di ogni missione avremo il ricognitore e qualche abitante del villaggio. Il ricognitore è un'unità veloce perfetta per esplorare varie parti della mappa, mentre gli abitanti del villaggio svolgono i lavori essenziali, come spaccare la legna o estrarre oro.
Per difendersi dagli attacchi nemici oppure attaccare altri villaggi ci affideremo alle unità militari, che possono essere anche migliorate e ricercate sempre più potenti. Vanno dai semplici guerrieri con mazza fino alle catapulte. Infine ci sono i sacerdoti, che sono in grado di convertire le unità nemiche, guarire le proprie truppe e addirittura, con un'apposita tecnologia, convertire edifici nemici sacrificandosi. Ovviamente sono presenti, come in tutti i capitoli della serie di Age of Empires, edifici da costruire e ricercare. Si passa dalla semplice casa che serve per incrementare il limite della popolazione, alla caserma per addestrare truppe da combattimento, o il magazzino dove vengono immagazzinate le risorse, e le torri di guardia che difendono il proprio villaggio.

## Online
La novità di questo nuovo titolo della serie di Age of Empires è appunto l'aggiunta di una modalità online dedicata. Grazie al LIVE, per le missioni più difficili possiamo cooperare con altri utenti del gioco. Alcune missioni potranno essere completate unicamente con l'aiuto degli amici. Oltre a questa modalità cooperativa, i giocatori si potranno sfidare nella modalità "Giocatore vs Giocatore". Il gioco genera casualmente una mappa per la battaglia. Alcune vittorie regaleranno al giocatore punti esperienza, altre semplicemente la soddisfazione di mettere al tappeto gli avversari.

## Civiltà giocabili
Nel gioco sono presenti 6 civiltà, 3 presenti fin dall'inizio del gioco e 3 sbloccabili al 20º livello d'esperienza. In più, ogni civiltà possiede delle tecnologie uniche, e ciò vuol dire che non tutte le civiltà possederanno tutte le tecnologie presenti nel gioco.
- Grecia: la prima civiltà disponibile nel gioco è da considerare la più equilibrata; infatti, i greci sono gli unici capaci di reclutare 3 unità dalla caserma (lanciere, oplita e hypaspistai), dalle scuderie (sarissophoroi, hippikon e prodromos) e dal poligono di tiro (toxoles, peltasta e gastraphetes), e a possedere l'arma da assedio ballista, capace di fare un considerevole danno. La loro flotta consiste in trireme, equilibrata, navi da fuoco, efficaci nelle battaglie navali, e triremi ballista, potente nave efficace contro edifici.
- Egitto: la seconda civiltà nel gioco, uscita insieme ai Greci al momento del lancio del gioco. Gli Egizi sono gli unici a possedere una specie di cavalleria pesante, l'elefante da guerra, unità il cui alto costo in termini di risorse può essere appagato che può danneggiare diverse unità intorno a lui in un colpo solo. L'Egitto possiede anche unità uniche come guerrieri con ascia, arcieri su carro e guerrieri su cammello. Non solo: gli Egizi hanno anche un modo unico per avanzare all'età successiva: mentre le altre civiltà usano la tecnologia apposita di avanzamento di età, a loro basta semplicemente costruire un tempio, dove si possono anche reclutare sacerdoti e sacerdotesse (anch'esse unità uniche dell'Egitto) con il potere di guarire o convertire unità. Ogni volta che si inizia una partita o una semplice quest, si inizierà sempre con una sacerdotessa di Ra, capace di potenziare abitanti e villaggio con un 10% di bonus sul trasporto di risorse.
- Persia: la terza civiltà del gioco, avrebbe dovuto essere pubblicata nella stagione invernale assieme ai Celti nel pacchetto Skirmish; tuttavia è uscita successivamente il 19 ottobre 2011. Questa civiltà è una civiltà "Pro", in quanto, al contrario degli Egizi, dei Greci e dei Celti, si parte dal livello 20 e bisogna acquistarla (eventualmente anche con i punti impero guadagnati nel gioco) per poterci giocare.
- Celti: la quarta civiltà del gioco, basata principalmente sui Galli francesi nel IV e nel III secolo a.C. Sono stati pubblicati il 27 marzo 2012. I Celti sono una civiltà base, proprio come gli Egizi e i Greci, in quanto è disponibile fin dall'inizio del gioco e parte dal livello 1.
- Babilonia: la quinta civiltà del gioco. Civiltà pro che inizia già a livello 20.
- Nordici (vichinghi): sono l'ultima civiltà pubblicata nell'autunno 2012. Come Persia e Babilonia sono una civiltà pro che inizia già a livello 20.

## Requisiti minimi di sistema
- Indice di prestazioni minimo 3.0 o almeno una CPU da 2 GHz CPU
- Microsoft Windows XP, Windows Vista o Windows 7
- Una scheda video con memoria minima 128 MB
- 1 GB di RAM (2 GB raccomandati per un gioco più fluido)
- 3 GB di hard drive libero
- Una connessione a Internet a banda larga